# Gran Premio motociclistico della Repubblica Ceca 2006
Il Gran Premio motociclistico della Repubblica Ceca 2006 corso il 20 agosto, è stato il dodicesimo Gran Premio della stagione 2006 e ha visto vincere: la Ducati di Loris Capirossi in MotoGP, Jorge Lorenzo nella classe 250 ed Álvaro Bautista nella classe 125.

## MotoGP

### Schieramento di partenza
| 1ª fila: | 1ª fila: | 1ª fila: | Valentino Rossi | Loris Capirossi | Kenny Roberts Jr  |
| 2ª fila: | 2ª fila: | 2ª fila: | Nicky Hayden    | Shin'ya Nakano  | Toni Elías        |
| 3ª fila: | 3ª fila: | 3ª fila: | John Hopkins    | Colin Edwards   | Daniel Pedrosa    |
| 4ª fila: | 4ª fila: | 4ª fila: | Randy de Puniet | Marco Melandri  | Casey Stoner      |
| 5ª fila: | 5ª fila: | 5ª fila: | Chris Vermeulen | Alex Hofmann    | Makoto Tamada     |
| 6ª fila: | 6ª fila: | 6ª fila: | James Ellison   | Carlos Checa    | José Luis Cardoso |
| 7ª fila: | 7ª fila: | 7ª fila: | Iván Silva      |                 |                   |

### Arrivati al traguardo

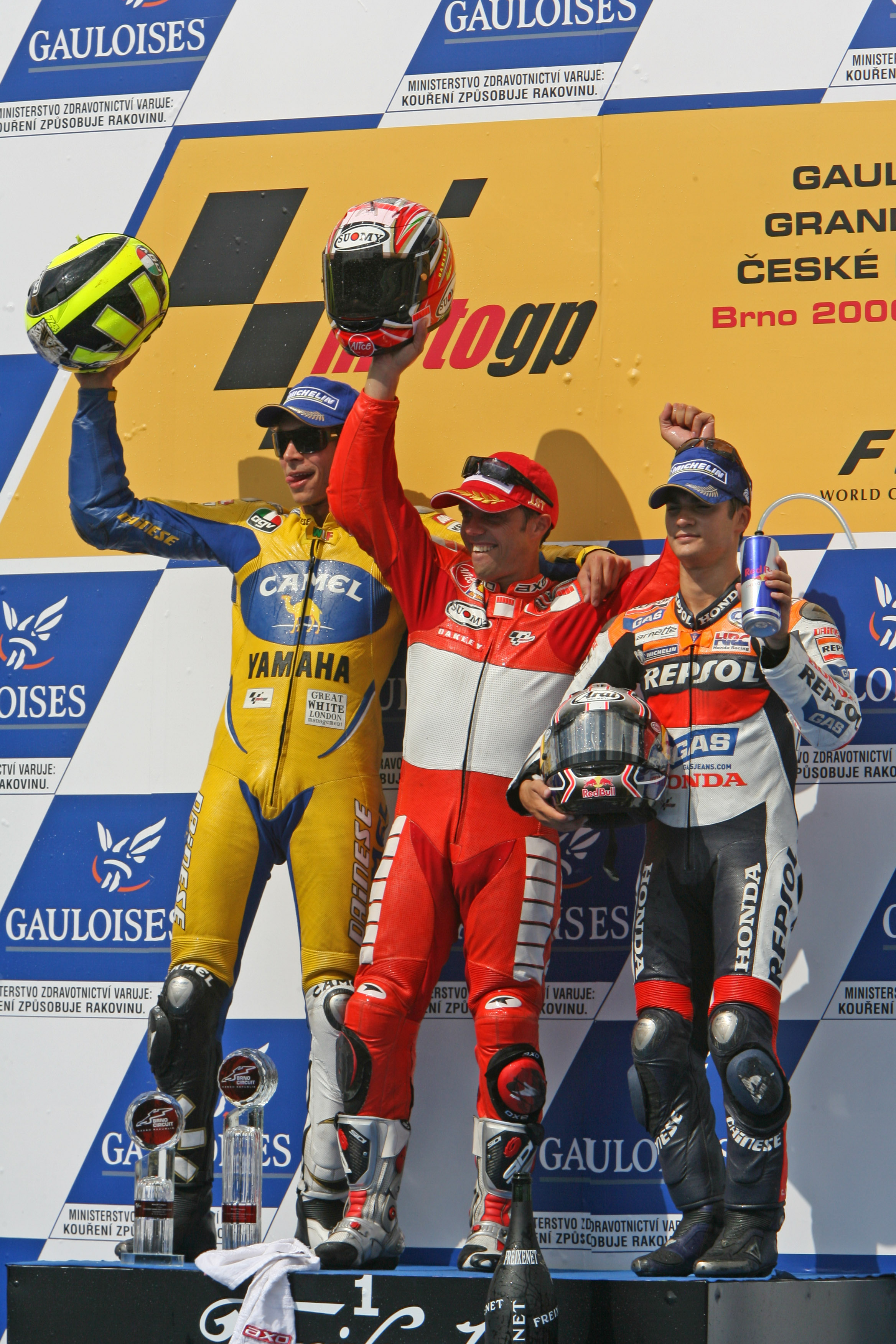
Il podio della MotoGP

| Pos | Nº | Pilota           | Squadra              | Motocicletta | Giri | Tempo     | Griglia | Punti |
| --- | -- | ---------------- | -------------------- | ------------ | ---- | --------- | ------- | ----- |
| 1   | 65 | Loris Capirossi  | Ducati Marlboro      | Ducati       | 22   | 43:40.145 | 2       | 25    |
| 2   | 46 | Valentino Rossi  | Camel Yamaha         | Yamaha       | 22   | +4.902    | 1       | 20    |
| 3   | 26 | Daniel Pedrosa   | Repsol Honda         | Honda        | 22   | +8.012    | 9       | 16    |
| 4   | 10 | Kenny Roberts Jr | Team Roberts         | KR211V       | 22   | +14.800   | 3       | 13    |
| 5   | 33 | Marco Melandri   | Fortuna Honda        | Honda        | 22   | +15.025   | 11      | 11    |
| 6   | 27 | Casey Stoner     | Honda LCR            | Honda        | 22   | +15.699   | 12      | 10    |
| 7   | 21 | John Hopkins     | Rizla Suzuki         | Suzuki       | 22   | +16.775   | 7       | 9     |
| 8   | 56 | Shin'ya Nakano   | Kawasaki Racing      | Kawasaki     | 22   | +16.942   | 5       | 8     |
| 9   | 69 | Nicky Hayden     | Repsol Honda         | Honda        | 22   | +17.061   | 4       | 7     |
| 10  | 5  | Colin Edwards    | Camel Yamaha         | Yamaha       | 22   | +19.435   | 8       | 6     |
| 11  | 24 | Toni Elías       | Fortuna Honda        | Honda        | 22   | +22.215   | 6       | 5     |
| 12  | 71 | Chris Vermeulen  | Rizla Suzuki         | Suzuki       | 22   | +23.978   | 13      | 4     |
| 13  | 6  | Makoto Tamada    | Konica Minolta Honda | Honda        | 22   | +24.967   | 15      | 3     |
| 14  | 17 | Randy de Puniet  | Kawasaki Racing      | Kawasaki     | 22   | +28.961   | 10      | 2     |
| 15  | 7  | Carlos Checa     | Tech 3 Yamaha        | Yamaha       | 22   | +29.296   | 17      | 1     |
| 16  | 66 | Alex Hofmann     | Ducati Marlboro      | Ducati       | 22   | +29.801   | 14      |       |
| 17  | 77 | James Ellison    | Tech 3 Yamaha        | Yamaha       | 22   | +1:02.982 | 16      |       |
| 18  | 22 | Iván Silva       | Pramac d'Antín       | Ducati       | 22   | +1:44.775 | 19      |       |

### Ritirato
| Nº | Pilota            | Squadra        | Motocicletta | Giri | Griglia |
| -- | ----------------- | -------------- | ------------ | ---- | ------- |
| 30 | José Luis Cardoso | Pramac d'Antín | Ducati       | 6    | 18      |

## Classe 250

### Schieramento di partenza
| 1ª fila: | 1ª fila: | 1ª fila: | Jorge Lorenzo   | Andrea Dovizioso | Hiroshi Aoyama    | Héctor Barberá  |
| 2ª fila: | 2ª fila: | 2ª fila: | Alex De Angelis | Shūhei Aoyama    | Roberto Locatelli | Jakub Smrž      |
| 3ª fila: | 3ª fila: | 3ª fila: | Aleix Espargaró | Alex Debón       | Martín Cárdenas   | Manuel Poggiali |

### Arrivati al traguardo
| Pos | Nº | Pilota            | Squadra                     | Motocicletta | Giri | Tempo     | Griglia | Punti |
| --- | -- | ----------------- | --------------------------- | ------------ | ---- | --------- | ------- | ----- |
| 1   | 48 | Jorge Lorenzo     | Fortuna Aprilia             | Aprilia      | 20   | 41:29.204 | 1       | 25    |
| 2   | 34 | Andrea Dovizioso  | Humangest Racing            | Honda        | 20   | +2.507    | 2       | 20    |
| 3   | 4  | Hiroshi Aoyama    | Red Bull KTM                | KTM          | 20   | +2.524    | 3       | 16    |
| 4   | 15 | Roberto Locatelli | Team Toth                   | Aprilia      | 20   | +15.294   | 7       | 13    |
| 5   | 80 | Héctor Barberá    | Fortuna Aprilia             | Aprilia      | 20   | +30.098   | 4       | 11    |
| 6   | 73 | Shūhei Aoyama     | Repsol Honda                | Honda        | 20   | +30.223   | 6       | 10    |
| 7   | 36 | Martín Cárdenas   | Repsol Honda                | Honda        | 20   | +39.405   | 11      | 9     |
| 8   | 50 | Sylvain Guintoli  | Equipe GP De France - Scrab | Aprilia      | 20   | +43.800   | 14      | 8     |
| 9   | 58 | Marco Simoncelli  | Squadra Corse Metis Gilera  | Gilera       | 20   | +51.756   | 13      | 7     |
| 10  | 96 | Jakub Smrž        | Cardion AB Motoracing       | Aprilia      | 20   | +51.815   | 8       | 6     |
| 11  | 28 | Dirk Heidolf      | Kiefer - Bos - Racing       | Aprilia      | 20   | +53.972   | 15      | 5     |
| 12  | 6  | Alex Debón        | Aprilia Racing              | Aprilia      | 20   | +1:01.584 | 10      | 4     |
| 13  | 8  | Andrea Ballerini  | Campetella Racing           | Aprilia      | 20   | +1:03.693 | 16      | 3     |
| 14  | 21 | Arnaud Vincent    | Arie Molenaar Racing        | Honda        | 20   | +1:16.241 | 20      | 2     |
| 15  | 23 | Arturo Tizón      | Wurth Honda BQR             | Honda        | 20   | +1:16.372 | 21      | 1     |
| 16  | 37 | Fabricio Perrén   | Stop And Go Racing          | Honda        | 20   | +1:19.692 | 19      |       |
| 17  | 44 | Tarō Sekiguchi    | Campetella Racing           | Aprilia      | 20   | +1:52.145 | 23      |       |
| 18  | 24 | Jordi Carchano    | WTR Blauer USA              | Aprilia      | 20   | +1:52.385 | 22      |       |
| 19  | 84 | Kenni Aggerholm   | Danish Road Racing          | Yamaha       | 19   | +1 giro   | 25      |       |

### Ritirati
| Nº | Pilota          | Squadra                     | Motocicletta | Giri | Griglia |
| -- | --------------- | --------------------------- | ------------ | ---- | ------- |
| 14 | Anthony West    | Kiefer - Bos - Racing       | Aprilia      | 13   | 18      |
| 45 | Dan Linfoot     | Teng Tools Winona Racing    | Honda        | 8    | 26      |
| 82 | Michal Filla    | Sramek Racing Promotion     | Yamaha       | 8    | 24      |
| 42 | Aleix Espargaró | Wurth Honda BQR             | Honda        | 7    | 9       |
| 7  | Alex De Angelis | Master - MVA Aspar          | Aprilia      | 4    | 5       |
| 54 | Manuel Poggiali | Red Bull KTM                | KTM          | 1    | 12      |
| 16 | Jules Cluzel    | Equipe GP De France - Scrab | Aprilia      | 0    | 17      |

### Non partito
| Nº | Pilota       | Squadra               | Motocicletta |
| -- | ------------ | --------------------- | ------------ |
| 22 | Luca Morelli | Nocable Angaia Racing | Aprilia      |

### Non qualificati
| Nº | Pilota          | Squadra                | Motocicletta |
| -- | --------------- | ---------------------- | ------------ |
| 85 | Alessio Palumbo | Matteoni Racing        | Aprilia      |
| 75 | Luke Lawrence   | BM GroundWorks         | Yamaha       |
| 83 | Jiří Mayer      | Klub Racing Team Mayer | Honda        |
| 25 | Alex Baldolini  | Matteoni Racing        | Aprilia      |

## Classe 125

### Schieramento di partenza
| 1ª fila: | 1ª fila: | 1ª fila: | Mika Kallio    | Álvaro Bautista | Lukáš Pešek  | Héctor Faubel |
| 2ª fila: | 2ª fila: | 2ª fila: | Mattia Pasini  | Nicolás Terol   | Sergio Gadea | Julián Simón  |
| 3ª fila: | 3ª fila: | 3ª fila: | Gábor Talmácsi | Fabrizio Lai    | Joan Olivé   | Pablo Nieto   |

### Arrivati al traguardo
| Pos | Nº | Pilota            | Squadra                    | Motocicletta | Giri | Tempo     | Griglia | Punti |
| --- | -- | ----------------- | -------------------------- | ------------ | ---- | --------- | ------- | ----- |
| 1   | 19 | Álvaro Bautista   | Master - MVA Aspar         | Aprilia      | 19   | 41:00.673 | 2       | 25    |
| 2   | 36 | Mika Kallio       | Red Bull KTM               | KTM          | 19   | +0.028    | 1       | 20    |
| 3   | 14 | Gábor Talmácsi    | Humangest Racing           | Honda        | 19   | +11.409   | 9       | 16    |
| 4   | 33 | Sergio Gadea      | Master - MVA Aspar         | Aprilia      | 19   | +11.843   | 7       | 13    |
| 5   | 1  | Thomas Lüthi      | Elit - Caffe Latte         | Honda        | 19   | +12.155   | 15      | 11    |
| 6   | 75 | Mattia Pasini     | Master - MVA Aspar         | Aprilia      | 19   | +12.263   | 5       | 10    |
| 7   | 18 | Nicolás Terol     | Derbi Racing               | Derbi        | 19   | +14.750   | 6       | 9     |
| 8   | 6  | Joan Olivé        | SSM Racing                 | Aprilia      | 19   | +14.792   | 11      | 8     |
| 9   | 22 | Pablo Nieto       | Multimedia Racing          | Aprilia      | 19   | +15.722   | 12      | 7     |
| 10  | 32 | Fabrizio Lai      | Valsir Seedorf Racing      | Honda        | 19   | +35.170   | 10      | 6     |
| 11  | 11 | Sandro Cortese    | Elit - Caffe Latte         | Honda        | 19   | +40.494   | 16      | 5     |
| 12  | 17 | Stefan Bradl      | Red Bull KTM Junior        | KTM          | 19   | +40.544   | 14      | 4     |
| 13  | 63 | Mike Di Meglio    | FFM Honda Grand Prix 125   | Honda        | 19   | +41.465   | 25      | 3     |
| 14  | 43 | Manuel Hernández  | Nocable Angaia Racing      | Aprilia      | 19   | +49.529   | 23      | 2     |
| 15  | 24 | Simone Corsi      | Squadra Corse Metis Gilera | Gilera       | 19   | +51.402   | 26      | 1     |
| 16  | 71 | Tomoyoshi Koyama  | Malaguti Ajo Corse         | Malaguti     | 19   | +51.703   | 20      |       |
| 17  | 10 | Ángel Rodríguez   | 3C Racing                  | Aprilia      | 19   | +52.595   | 28      |       |
| 18  | 9  | Michael Ranseder  | Red Bull KTM Junior        | KTM          | 19   | +58.075   | 24      |       |
| 19  | 15 | Michele Pirro     | WTR Blauer USA             | Aprilia      | 19   | +58.109   | 17      |       |
| 20  | 45 | Imre Tóth         | Team Toth                  | Aprilia      | 19   | +1:08.139 | 21      |       |
| 21  | 21 | Mateo Túnez       | Master - MVA Aspar         | Aprilia      | 19   | +1:11.341 | 31      |       |
| 22  | 20 | Roberto Tamburini | Matteoni Racing            | Aprilia      | 19   | +1:11.409 | 30      |       |
| 23  | 7  | Alexis Masbou     | Malaguti Ajo Corse         | Malaguti     | 19   | +1:11.432 | 27      |       |
| 24  | 78 | Hugo van den Berg | Varenhof Racing            | Aprilia      | 19   | +1:16.663 | 38      |       |
| 25  | 37 | Joey Litjens      | Arie Molenaar Racing       | Honda        | 19   | +1:17.052 | 36      |       |
| 26  | 16 | Michele Conti     | Valsir Seedorf Racing      | Honda        | 19   | +1:18.796 | 35      |       |
| 27  | 81 | Robert Mureșan    | Team Toth                  | Aprilia      | 19   | +1:33.558 | 32      |       |
| 28  | 13 | Dino Lombardi     | 3C Racing                  | Aprilia      | 19   | +1:34.101 | 39      |       |
| 29  | 53 | Simone Grotzkyj   | Campetella Racing Junior   | Aprilia      | 19   | +1:37.125 | 40      |       |
| 30  | 68 | Thomas Mayer      | Mayer-Racing Passau        | Aprilia      | 19   | +1:42.725 | 41      |       |
| 31  | 69 | Michal Šembera    | Kuja Racing                | Honda        | 19   | +1:44.337 | 34      |       |
| 32  | 70 | Michal Prášek     | Roha'c & Fejta             | Honda        | 19   | +2:10.491 | 42      |       |
| 33  | 56 | Stefano Musco     | Humangest Racing           | Honda        | 18   | +1 giro   | 43      |       |

### Ritirati
| Nº | Pilota            | Squadra                  | Motocicletta | Giri | Griglia |
| -- | ----------------- | ------------------------ | ------------ | ---- | ------- |
| 52 | Lukáš Pešek       | Derbi Racing             | Derbi        | 18   | 3       |
| 55 | Héctor Faubel     | Master - MVA Aspar       | Aprilia      | 18   | 4       |
| 12 | Federico Sandi    | SSM Racing               | Aprilia      | 18   | 33      |
| 35 | Raffaele De Rosa  | Multimedia Racing        | Aprilia      | 13   | 13      |
| 34 | Esteve Rabat      | Wurth Honda BQR          | Honda        | 10   | 22      |
| 8  | Lorenzo Zanetti   | Skilled I.S.P.A. Racing  | Aprilia      | 7    | 19      |
| 42 | Pol Espargaró     | Campetella Racing Junior | Derbi        | 6    | 29      |
| 44 | Karel Abraham     | Cardion AB Motoracing    | Aprilia      | 4    | 18      |
| 60 | Julián Simón      | Red Bull KTM             | KTM          | 3    | 8       |
| 26 | Vincent Braillard | Multimedia Racing        | Aprilia      | 0    | 37      |

### Non partito
| Nº | Pilota        | Squadra      | Motocicletta |
| -- | ------------- | ------------ | ------------ |
| 38 | Bradley Smith | Repsol Honda | Honda        |